# Koviksträsk
Koviksträsk är en sjö i Nacka kommun och Värmdö kommun i Uppland och ingår i Norrström-Tyresåns kustområde. Sjön har en area på 0,0873 kvadratkilometer och ligger 7,2 meter över havet.

## Delavrinningsområde
Koviksträsk ingår i det delavrinningsområde (658279-164262) som SMHI kallar för Rinner till Askrikefjärden. Medelhöjden är 26 meter över havet och ytan är 32,11 kvadratkilometer. Det finns inga avrinningsområden uppströms utan avrinningsområdet är högsta punkten. Avrinningsområdets utflöde mynnar i havet, utan att ha någon enskild mynningsplats.